# François Forest
François Forest est un homme politique français né le 13 septembre 1852 à Chanzeaux (Maine-et-Loire) et décédé le 2 janvier 1926 à Paris.

## Biographie
Ancien élève de l'école militaire de Saint-Cyr, puis professeur à cette même école, il quitte l'armée avec le grade de capitaine d’état-major. Il devient maire de Malansac et conseiller général du canton de Rochefort-en-Terre. Il est député du Morbihan de 1898 à 1914, inscrit au groupe de l'Action libérale. Il se consacre essentiellement aux questions agricoles et militaires.
Il épouse en 1884 Marie dite Marguerite Turpault, héritière de la Maison Turpault de Cholet, rendue célèbre avec la fabrication et le négoce des "Petits mouchoirs de Cholet"

## Sources
- « François Forest », dans le Dictionnaire des parlementaires français (1889-1940), sous la direction de Jean Jolly, PUF, 1960 [détail de l’édition]
- « François FOREST (1852 - 1926) », sur www.assemblee-nationale.fr (consulté le 17 décembre 2012)